# تشانينج كرودر
تشانينج كرودر (بالإنجليزية: Channing Crowder)‏ هو لاعب كرة قدم أمريكية أمريكي، ولد في 2 ديسمبر 1983 في ولاية كوليج في الولايات المتحدة.

## وصلات خارجية
- تشانينج كرودر على موقع مرجع كرة القدم المحترفة.كوم (الإنجليزية)